# Bètaverval
Onder bètaverval wordt in de kernfysica verstaan een soort radioactief verval, waarbij een bètadeeltje, namelijk een elektron of een positron, wordt uitgestraald (bètastraling). Deze processen worden respectievelijk "bèta min" (β−) en "bèta plus" (β+) genoemd. Andere namen zijn "elektronemissie" en "positronemissie".

## Geschiedenis
De naam bètaverval is afkomstig van de naam die gegeven werd aan de vrijgekomen straling. Men onderscheidde in radioactiviteit oorspronkelijk alfastraling, bètastraling en gammastraling.
Het bètaverval gaf het eerste natuurkundige bewijs van het bestaan van het neutrino. De energie van de geëmitteerde elektronen bij het bètaverval bleek niet discreet te zijn; sommige elektronen waren energierijker dan anderen. Men probeerde te verklaren wat er gebeurde met de ontbrekende energie als een elektron een lagere energie had dan vereist op basis van de wet van behoud van energie. Om dit op te lossen, stelde Wolfgang Pauli voor dat de ontbrekende energie werd gedragen door een ander, nog niet ontdekt deeltje, het neutrino. Dit werd in meer detail geanalyseerd door Enrico Fermi.
Het bètaverval duidde op de zwakke wisselwerking.
Het bètaverval gaf ook het eerste tegenbewijs tegen CP-symmetrie.

## β−-verval
Bij het β−-verval wordt door de zwakke kernkracht een neutron in een proton omgezet, waarbij een elektron en een antineutrino vrijkomen:
{\displaystyle {\ce {n^{0}->{p+}+{e^{-}}+{\bar {\nu }}_{e}}}}

β^{−}-verval; protonen worden aangeduid in het rood, neutronen in het blauw; het intermediaire W-boson werd voor de eenvoud weggelaten.

Feynmandiagram van een β^{−}-verval van een neutron tot een proton

Een neutron bestaat uit twee downquarks en een upquark, weergegeven als udd. Verder bestaat een proton uit een downquark en twee upquarks, weergegeven als uud.
{\displaystyle {\ce {udd->{uud}+{e^{-}}+{\bar {\nu }}_{e}}}}
Als een downquark in een upquark verandert, ontstaat eerst een W-boson:
{\displaystyle {\ce {d->{u}+{W^{-}}}}}
Het W-boson vervalt direct daarop tot een elektron en een elektron-antineutrino:
{\displaystyle {\ce {W^{-}->{e^{-}}+{\bar {\nu }}_{e}}}}

## β+-verval
Bij het β+-verval (ook positron-emissie of positron-verval genoemd), wordt via zwakke kernkracht een proton omgezet in een neutron, een positron (het antideeltje van een elektron) en een neutrino:
{\displaystyle {\ce {{Energie}+{p^{+}}->{n^{0}}+{e+}+\nu _{e}}}}
In tegenstelling tot het β−-verval vergt het β+-verval een toevoeging van energie doordat de massa van een neutron groter is dan de massa van een proton. β+-verval kan enkel voorkomen in atoomkernen als de waarde van de bindingsenergie van de oorspronkelijke kern groter is dan die van de atoomkern in het eindstadium. Dit energieverschil wordt gebruikt bij de omzetting van een proton in een neutron, een positron en een neutrino en in de kinetische energie van deze deeltjes.

## Atoomtransmutatie
Isotopen die aan bètaverval onderhevig zijn, zijn onder andere: koolstof-14, kalium-40, stikstof-13, zuurstof-15, fluor-18 en jodium-121.
Als het bij deze processen betrokken proton of neutron deel uitmaakt van een atoomkern, blijft het massagetal van het atoom ongewijzigd, maar het atoomnummer, dus het element waartoe het atoom behoort, verandert. Door β− gaat het één plaats verder in het periodiek systeem, door β+ één plaats terug. Bijvoorbeeld:
(β−)
{\displaystyle {\ce {{^{137}_{55}Cs}->{^{137}_{56}Ba}+{e^{-}}+{\bar {\nu }}_{e}}}}
(β+)
{\displaystyle {\ce {{^{22}_{11}Na}->{^{22}_{10}Ne}+{e^{+}}+{\nu }_{e}}}}
{\displaystyle {\ce {{^{11}_{6}C}->{^{11}_{5}B}+{e^{+}}+{\nu }_{e}}}} + 0,96 MeV
Deze laatste isotopen worden gebruikt in positronemissietomografie. Dit is een techniek voor het maken van medische beelden. De uitgezonden energie (in het laatste geval 0,96 MeV) is specifiek voor het vervallende isotoop (in dit geval koolstof-11). Het is belangrijk te bedenken dat er niet spontaan een positronemissie plaatsvindt. Isotopen die in massa toenemen door de omzetting van een proton naar een neutron, of isotopen die in massa minder afnemen dan me, vervallen niet spontaan door positronemissie.
Nucleïden die vervallen door middel van positronemissie, kunnen dat ook doen door elektronenvangst. In laagenergetisch verval komt elektronenvangst het meest voor bij  {\displaystyle 2m_{e}c^{2}} = 1,022 MeV, doordat er uiteindelijk een elektron wordt verwijderd in plaats van dat er een positron wordt toegevoegd. Als de energie van het verval toeneemt, neemt ook de branching ratio voor positronemissie toe. Echter, als het energieverschil kleiner is dan {\displaystyle 2m_{e}c^{2}}, dan kan positronemissie niet plaatsvinden en is elektronenvangst de enige optie.